# 1988 w polityce

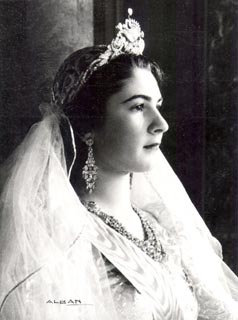
Farida

Wydarzenia polityczne w 1988 roku.

## Styczeń
- 28 stycznia – zmarł Klaus Fuchs, niemiecki fizyk, skazany za szpiegostwo na rzecz ZSRR[1].

## Luty
- 4 lutego – Sąd Najwyższy ZSRR zrehabilitował byłych 21 działaczy Wszechzwiązkowej Komunistycznej Partii, których oskarżono o przynależność do bloku prawicowo-trockiego. Wśród zrehabilitowanych znaleźli się: Nikołaj Bucharin, Aleksiej Rykow, Nikołaj Krestinski i Christian Rakowski[2].
- 25 lutego – prezydentem Korei Południowej został Roh Tae-woo, przewodniczący Demokratycznej Partii Sprawiedliwości[2].

## Kwiecień
- 14 kwietnia – w Genewie Stany Zjednoczone i Związek Radziecki podpisały porozumienie, w myśl którego wojska radzieckie miały opuścić Afganistan do 15 lutego 1989 roku. Ponadto Pakistan i Afganistan zawarły porozumienie, na mocy którego afgańscy uchodźcy będą mogli swobodnie powrócić do swojego kraju, a Islamabad zobowiązał się nie wspierać mudżahedinów[2].

## Maj
- 8 maja – François Mitterrand wygrał drugą turę wyborów prezydenckich[2].
- 29 maja – prezydent Ronald Reagan rozpoczął wizytę w Moskwie. Podczas spotkania z Michaiłem Gorbaczowem politycy wymienili dokumenty ratyfikujące układy o likwidacji rakiet i podpisali dziewięć porozumień dotyczących kontroli zbrojeń[2].

## Czerwiec
- 20 czerwca – podczas wojskowego zamachu stanu na Haiti obalono prezydenta Leslie Manigata[2].

## Sierpień
- 17 sierpnia – prezydent Pakistanu Muhammad Zia ul-Haq zginął w wyniku eksplozji samolotu Hercules C 130[2].
- 20 sierpnia – weszło w życie zawieszenie broni pomiędzy Irakiem i Iranem[2].

## Wrzesień
- 19 września – rząd Zbigniewa Messnera podał się do dymisji[3].

## Październik
- 14 października – powołano rządu Mieczysława Rakowskiego[4].
- 17 października – zmarła Farida, królowa Egiptu[5].

## Listopad
- 8 listopada – dotychczasowy wiceprezydent George Bush został wybrany na prezydenta Stanów Zjednoczonych[6][7].
- 16 listopada – wybory parlamentarne w Pakistanie wygrała Pakistańska Partia Ludowa[2].
- 30 listopada – odbyła się debata telewizyjna Lecha Wałęsy z Alfredem Miodowiczem[8].

## Grudzień
- 2 grudnia – Benazir Bhutto została premierem Pakistanu[9].
- 10 grudnia – Pokojową Nagrodę Nobla otrzymały Siły pokojowe ONZ. Nagrodę odebrał sekretarz generalny ONZ Javier Pérez de Cuéllar[2].
- 21 grudnia – Libijczycy przeprowadzili zamach bombowy na samolot linii Pan Am nad Lockerbie[10].